# Gobierno Regional de San Martín
El Gobierno Regional de San Martín es el órgano con personalidad jurídica de derecho público y patrimonio propio, que tiene a su cargo la administración superior del departamento de San Martín, Perú, y cuyo finalidad es el desarrollo social, cultural y económico. Tiene su sede en la capital regional, la ciudad de Moyobamba.
Está constituido por el Gobernador Regional y el Consejo Regional de San Martín.

## Gobernador regional
El órgano ejecutivo está conformado por:
- Gobernador Regional: Walter Grundel Jiménez
- Vicegobernador Regional: Rosa Olguita Celiz Cruz

## Gerencia regional
Desde el 1 de enero de 2019 el órgano administrativo está conformado por:
- Gerencia General Regional: Robert Pinedo Angulo
- Gerencia Regional de Planeamiento y Presupuesto: Carlos Enrique Ramírez Córdova
- Gerencia Regional de Desarrollo Social: Claudia Vásquez Panduro
- Gerencia Regional de Infraestructura: Fernando Melendez Izquierdo
- Gerencia Regional de Desarrollo Económico: Claudia Vásquez Panduro (e)

## Consejo regional
El consejo regional es un órgano de carácter normativo, resolutivo y fiscalizador, dentro del ámbito propio de competencia del Gobierno Regional, encargado de hacer efectiva la participación de la ciudadanía regional y ejercer las atribuciones que la Ley Orgánica de Gobiernos Regionales del Perú respectiva le encomienda.
Está integrado por 15 consejeros elegidos por sufragio universal en votación directa, de cada una de las 3 provincias del departamento. Su periodo es de 4 años en sus cargos. 

### Listado de consejeros regionales[2]
| #  | Provincia                                   | Provincia        | Partido                                     | Consejero                     |
| -- | ------------------------------------------- | ---------------- | ------------------------------------------- | ----------------------------- |
| 1  |                                             | Bellavista       | Somos Perú                                  | Warren Pinto Ríos             |
| 2  |                                             | El Dorado        | Acción Popular                              | Areli Díaz Castillo           |
| 3  |                                             | Huallaga         | Somos Perú                                  | Anel Viviana Ramírez Estrella |
| 4  |                                             | Lamas            | Somos Perú                                  | William Guerra Sinarahua      |
| 4  | Avanza País - Partido de Integración Social | Lamas            | Kemsper Valera Ríos                         |                               |
| 5  |                                             | Mariscal Cáceres | Somos Perú                                  | Jadir Isminio Vargas          |
| 6  |                                             | Moyobamba        | Somos Perú                                  | Sanilda Allui Tentets         |
| 6  | Unión Regional                              | Moyobamba        | Leslie Ventura Becerra                      |                               |
| 7  |                                             | Picota           | Somos Perú                                  | Islander Guerrero Facundo     |
| 8  |                                             | Rioja            | Avanza País - Partido de Integración Social | Eliseo Paredes Diaz           |
| 8  | Acción Popular                              | Rioja            | Orlando Terrones Suárez                     |                               |
| 9  |                                             | San Martín       | Somos Perú                                  | Jorge Alfredo Corso Reátegui  |
| 9  | Jessica Paola Hildebrandt Paucar            | San Martín       | Somos Perú                                  |                               |
| 9  | Roel Lester Isuiza Chujandama               | San Martín       | Somos Perú                                  |                               |
| 10 |                                             | Tocache          | Unión Regional                              | Reter Ramos Reátegui          |